# Yahya Elsaghe
Yahya A. Elsaghe (geboren am 23. Juni 1960 in Nürnberg) ist ein australisch-schweizerischer Germanist und Hochschullehrer. Seit 2001 ist er Lehrstuhlinhaber an der Universität Bern.

## Leben
Yahya Elsaghe studierte ab 1979 klassische und deutsche Philologie in Zürich, München, Freiburg i. Br. und Basel und wurde 1990 an der Universität Zürich promoviert. Von 1989 bis 1993 war er dort wissenschaftlicher Assistent. 1997 habilitierte er sich dort. In den Jahren 1993 bis 1995 war er Research Fellow an der University of California, Berkeley und danach bis 1999 Lecturer an der University of Queensland. Im Jahr 2000 hatte Elsaghe eine Förderungsprofessur des SNF an der Universität Zürich.
Seit 2001 ist Elsaghe Ordinarius für Neuere Deutsche Literatur an der Universität Bern. 1998, 2007 und 2014 war er Fellow der Alexander von Humboldt-Stiftung in Berlin. Von 2010 bis 2013 leitete er das SNF-Projekt Identitätskonstruktionen in Max Frischs Erzählwerk.
Forschungsschwerpunkt war u. a. das Werk von Goethe und Thomas Mann, über den er mehrere Buchpublikationen veröffentlichte. Weitere Forschungsschwerpunkte sind Johann Jakob Bachofen, Theodor Storm und die Wissensgeschichte der Infektiologie.

## Schriften (Auswahl)

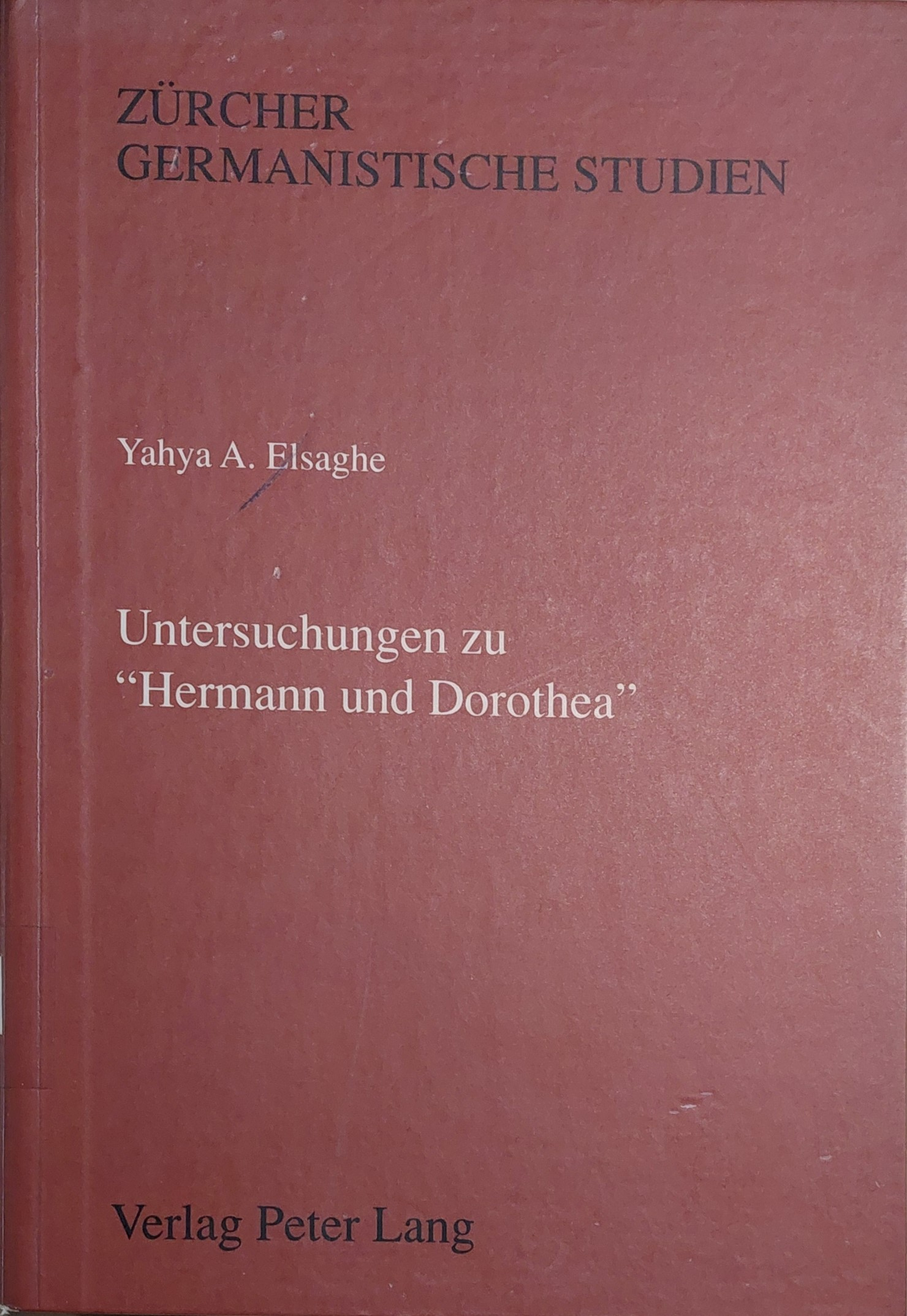
Dissertation (1990)

### Monographien
- Untersuchungen zu „Hermann und Dorothea“. Peter Lang, Bern 1990.
- Untersuchungen zur Funktion des Mythos in Hölderlins Feiertagshymne. Francke, Tübingen 1998.
- Die imaginäre Nation. Thomas Mann und das „Deutsche“. Fink, München 2000.
- Thomas Mann und die kleinen Unterschiede. Zur erzählerischen Imagination des „Anderen“. Böhlau, Köln 2004.
- Krankheit und Matriarchat. Thomas Manns „Betrogene“ im Kontext. De Gruyter, Berlin 2010.
- Max Frisch und das zweite Gebot. Relektüren von „Andorra“ und „Homo faber“. Aisthesis, Bielefeld 2013.
- Thomas Mann auf Leinwand und Bildschirm. Zur deutschen Aneignung seines Erzählwerks in der langen Nachkriegszeit. De Gruyter, Berlin/Boston 2019.

### Aufsätze (Auswahl)
- Philine Blaúte. Zur Genese und Funktion mythologischer Reminiszenzen in „Wilhelm Meisters Lehrjahren“. In: Jahrbuch des Freien Deutschen Hochstifts. 1992, S. 1–35.
- „Anni demunt“. Die drei Paraphrasen des „Mann[s] von funfzig Jahren“. In: Zeitschrift für deutsche Philologie. Band 112, 1993, S. 509–528.
- Säbel und Schere. Goethes Revolutionierung des Epos und die Rezeptionskarriere von „Hermann und Dorothea“. In: Seminar. Band 34, Nr. 2, 1998, S. 121–136.
- Im Namen der Mutter? „Vom armen B. B.“ als „Familienroman“. In: Wirkendes Wort. Band 61, Nr. 1, 2011, S. 63–87.
- Carlos Juan Finlay, Albert F. A. King und die Storm Bros. Theodor Storms Novelle „Schweigen“ und die Wissensgeschichte vektorieller Infektionen. In: Germanisch-Romanische Monatsschrift. Neue Folge. Band 69, Nr. 1, 2019, S. 21–42.
- Die Eidgenossen als Lykier. Bachofens „Mutterrecht“ und Schillers „Wilhelm Tell“. In: Deutsche Vierteljahrsschrift für Literaturwissenschaft und Geistesgeschichte. Band 94, Nr. 3, 2020, S. 347–383.
- Carmine et ense. „Der Winkel von Hahrdt“ in forschungs- und lokalgeschichtlicher Sicht. In: Hölderlin-Jahrbuch. Nr. 42, 2020/2021, S. 204–245.

### Herausgeberschaft
- mit Luca Liechti und Oliver Lubrich: W.G. Sebald. Neue Wege der Forschung. Wissenschaftliche Buchgesellschaft, Darmstadt 2012.
- mit Ulrich Boss und Florian Heiniger: Matriarchatsfiktionen. Johann Jakob Bachofen und die deutsche Literatur des 20. Jahrhunderts. Schwabe, Basel 2018.

### Edition
- mit Michael Böhler (Hrsg.): Gottfried Keller: Die Leute von Seldwyla. 2 Bände. Birkhäuser, Basel 1990.
- Johann Jakob Bachofen: Mutterrecht und Urreligion. Eine Sammlung der einflussreichsten Schriften. 7. Auflage. Kröner, Stuttgart 2015.
- mit Hanspeter Affolter (Hrsg.): Thomas Mann: Goethe. Fischer, Frankfurt am Main 2019.